# Jeřmanice (nádraží)
Jeřmanice jsou železniční stanice ve stejnojmenné obci v okrese Liberec v Libereckém kraji, na okraji Jizerských hor. Nachází se při ulici Liščí. Stanice je zařazena do integrovaného dopravního systému IDOL. Jedná se o nejvýše položenou železniční stanici na trati Pardubice–Liberec, leží v nadmořské výšce 500 m n. m.

## Historie
Stanice byla otevřena 1. května 1859, kdy byl vybudován poslední úsek trati Pardubice–Liberec (úsek Turnov–Liberec) a vlastnily ji tehdy Süd-Norddeutche Verbindungsbahn (česky Jihoseveroněmecká spojovací dráha) (SNDVB). V období druhé světové války (1938-1945) se stanice jmenovala Langenbruck-Hermannsthal a po roce 1945 se jmenovala Dlouhý Most-Jeřmanice.

## Popis
Stanice leží na trati Pardubice–Liberec. Má dvě úrovňová jednostranná nástupiště, tři dopravní koleje a jednu manipulační. Trať procházející stanicí není elektrizována.

## Doprava
Stanici obsluhují pouze osobní vlaky, rychlíky zastávkou projíždějí. Nákladní doprava je zde občasná.[zdroj?]

## Cestující

### Odbavení cestujících
Stanice nezajišťuje odbavení, odbavení cestujících se provádí ve vlaku.

### Přístup
Přístup do budovy stanice (včetně přístřešku před povětrnostními vlivy) není bezbariérový. Bezbariérový přístup není na žádné nástupiště (dle ČSN 73 4959).